# Sugestão social
Uma sugestão social pode ser uma dica verbal ou não verbal, que pode ser positiva ou negativa. Essas dicas orientam conversas e outras interações sociais. Alguns exemplos de sugestões sociais incluem:
- expressão facial
- tom vocal
- linguagem corporal
- postura corporal
- gestos
- proximidade

As dicas sociais servem a vários propósitos nas interações sociais que ajudam a esclarecer os significados e intenções das pessoas. As dicas ajudam a fornecer pistas sobre se uma pessoa está sendo aceita ou rejeitada ou não pelas pessoas ao seu redor. Eles também fornecem mais informações sobre uma pessoa, grupo ou interação que permitem um maior grau de intimidade e qualidade do contato. Um dos impactos mais importantes das pistas nas interações sociais é a redução da ambiguidade.
Dicas sociais também desempenham um papel na intuição.
No entanto, as crianças usam pistas sociais de maneira um pouco diferente dos adultos. Mais especificamente, as crianças usam sugestões sociais para compreender e aprender sobre o ambiente. A pesquisa descobriu que as crianças confiam mais em sinais sociais do que adultos e que as crianças se concentram mais em gestos do que em outros tipos de sinais.
Expressões faciais são sinais que fazemos movendo nossos músculos faciais em nosso rosto. As expressões faciais geralmente significam um estado emocional, e cada estado emocional e/ou estado de espírito tem uma expressão facial específica, muitas das quais são universalmente usadas em todo o mundo. Sem ver a expressão facial de alguém, não seria possível ver se a outra pessoa está chorando, feliz, zangada etc. Além disso, as expressões faciais nos permitem compreender melhor o que está acontecendo durante situações muito difíceis. difícil e/ou confuso.
Linguagem corporal e postura corporal são outras dicas sociais que usamos para interpretar como alguém está se sentindo. Além das expressões faciais, a linguagem corporal e a postura são os principais sinais sociais não verbais que usamos.
Gestos são movimentos específicos que se faz com as mãos para comunicar ainda mais uma mensagem. Certos gestos, como apontar gestos, podem ajudar a direcionar o foco das pessoas para o que é importante que está acontecendo ao seu redor. uso de gestos não apenas ajuda o falante a processar melhor o que está dizendo, mas também ajuda quem está ouvindo essa pessoa a compreender melhor o que o falante está dizendo.
A proximidade representa a distância física e/ou proximidade entre as pessoas. Isso não apenas afeta a capacidade de ver ou tocar a outra pessoa com a qual está se comunicando, mas também afeta um sentimento de proximidade psicológica que uma pessoa tem pela outra. Além disso, estudos descobriram que as pessoas se sentem mais conectadas umas com as outras quando estão mais próximas umas das outras.

## Uso na comunicação
Trabalho recente realizado no campo, estudando pistas sociais, descobriu que a percepção de pistas sociais é melhor definida como a combinação de várias pistas e fluxos de processamento. Zaki sugere que existem dois processos cognitivos sociais envolvidos em nossas percepções de pistas sociais, que são o compartilhamento de experiências e a mentalização. O compartilhamento de experiências é a tendência de uma pessoa assumir as expressões faciais, a postura e o estado interno de outra pessoa. Mentalizar é a capacidade de uma pessoa de racionalizar o estado de outra pessoa, em relação a objetivos, intenções e comportamentos. A percepção que se tem das pistas sociais é freqüentemente impactada por outras pistas no ambiente. Segundo Zaki, o uso de uma combinação de compartilhamento de experiências, mentalização e outros processos é essencial para a compreensão de sinais sociais complexos.
Julgamentos feitos por outras pessoas são grandemente influenciados pela aparência facial de várias pistas. Há uma riqueza de informações que as pessoas coletam simplesmente do rosto de uma pessoa em um piscar de olhos, como sexo, emoção, atratividade física, competência, nível de ameaça e confiabilidade. Uma das habilidades mais desenvolvidas que os humanos têm é a percepção facial. O rosto é uma das maiores representações de uma pessoa. O rosto de uma pessoa permite que outras pessoas obtenham informações sobre essa pessoa, o que é útil quando se trata de interação social. A área da face fusiforme do cérebro humano desempenha um papel importante na percepção e reconhecimento do rosto; no entanto, não fornece informações úteis para processar o reconhecimento emocional, o tom emocional, a atenção compartilhada, a ativação impulsiva do conhecimento da pessoa e as implicações das características com base na aparência facial.
Modelos de aprendizado cognitivo ilustram como as pessoas conectam pistas com determinados resultados ou respostas. O aprendizado pode fortalecer as associações entre pistas preditivas e resultados e enfraquecer o vínculo entre pistas não-descritivas e resultados. Dois aspectos do fenômeno de aprendizado do modelo EXIT foram focados por Collins et al. O primeiro é o bloqueio, que acontece quando uma nova sugestão é introduzida com uma sugestão que já tem significado. O segundo é destacar o que acontece quando um indivíduo presta muita atenção a uma sugestão que muda o significado de uma sugestão que já conhece. Quando uma nova sugestão é adicionada juntamente com a anterior, diz-se que os indivíduos se concentram apenas na nova sugestão para obter uma melhor compreensão do que está acontecendo.
Uma ferramenta importante para a comunicação nas interações sociais são os olhos. Até bebês de 12 meses respondem ao olhar de adultos. Isso indica que os olhos são uma maneira importante de se comunicar, mesmo antes do desenvolvimento da linguagem falada. As pessoas devem detectar e orientar aos olhos das pessoas, a fim de utilizar e seguir as pistas do olhar. Exemplos do mundo real mostram o grau em que buscamos e seguimos as pistas que o olhar pode mudar, dependendo da proximidade do padrão de uma interação social real. As pessoas podem usar o olhar a seguir porque querem evitar interações sociais. Experiências anteriores descobriram que o contato visual era mais provável quando havia o rosto de um orador disponível, por longos períodos de tempo no mundo real. indivíduos usam o olhar a seguir e procuram fornecer informações para o olhar quando a informação não é fornecida de maneira verbal. No entanto, as pessoas não procuram pistas quando não são fornecidas ou quando as instruções faladas contêm todas as informações relevantes.
As pessoas podem obter informações valiosas a partir de sugestões sociais de outras pessoas, como suas intenções e ações futuras. Isso pode ajudar em termos de nossa própria tomada de decisão e nos alertar sobre possíveis perigos ou um evento vantajoso. A capacidade das pessoas de mudar essas dicas sociais em resposta a outras é crucial para uma interação social eficaz e para uma comunicação frutífera no ambiente circundante. Um estímulo perceptualmente saliente pode fazer com que uma pessoa use automaticamente uma abordagem de baixo para cima ou intenções ou objetivos cognitivos de cima para baixo. Isso faz com que se mova de maneira controlada e calculada. Uma sugestão periférica é usada para medir o cálculo espacial, que não fornece informações sobre o local de um alvo.
Existem pistas que expressam aprovação social e desaprovação social. Essas dicas podem ser exibidas por breves apresentações faciais, tons vocais quentes ou frios, sendo procuradas ou desprezadas em uma reunião. As pessoas que são melhores em ler essas dicas serão melhores em evitar mais rejeições e recuperar a inclusão, adotando comportamentos que recebem respostas mais calorosas. De acordo com Picket e colegas, o sistema de monitoramento social (SMS) é usado para ajudar as pessoas a captar informações do ambiente ao seu redor e tornar-se mais sintonizadas com elas, ajudando-as a navegar melhor no ambiente social. O SMS sintoniza as pessoas com sugestões em seu ambiente que sinalizam tanto pertencimento potencial quanto possível rejeição. Também há sensibilidade à rejeição, onde os indivíduos esperam e percebem prontamente a rejeição dos outros, de modo que pistas sociais ambíguas passam a ser vistas como sinais de rejeição. Se as pessoas puderem ler corretamente as pistas sociais positivas e negativas, permitirão que elas aprendam as contingências de aceitação e rejeição e possam atravessar diferentes ambientes de uma maneira que permita uma maior inclusão social. Indivíduos com altas necessidades de pertencimento geralmente são mais sintonizados com sinais sociais que envolvem aceitação ou rejeição. Quando esses indivíduos experimentam altos níveis de solidão, começam a experimentar níveis mais altos de monitoramento social e varrem o ambiente em busca de sinais sociais. O nível de necessidade de pertencimento de uma pessoa está associado à sua capacidade de sentir e decifrar com precisão sinais sociais verbais e não verbais. Pessoas com maior necessidade de pertencer mostram uma maior precisão empática e mais atenção ao tom vocal. Eles também são melhores na identificação de expressões faciais emocionais.

## Bebês e crianças
Desde tenra idade, as pessoas são ensinadas a usar pistas sociais de outras pessoas para obter informações sobre o mundo ao seu redor. Há também evidências de que a dependência de pistas sociais é uma tendência que ocorre naturalmente.
A pesquisa descobriu que, desde o nascimento, os bebês preferem a fala direcionada ao bebê do que a fala direcionada ao adulto. Desde os 6 meses de idade, os bebês preferem alguém que já conversou com eles e que fala sua língua nativa do que alguém que fala uma língua estrangeira. De acordo com Guellai e Steri, com 9 semanas de idade, os bebês se fixam mais na região ocular do adulto quando estão conversando com eles do que quando estão calados e olhando para eles. Guellai e Steri concluíram que, ao nascer, os bebês são capazes de ler duas formas de sugestões sociais, que são o olhar e a voz.
As crianças usam pistas sociais, como o olhar nos olhos e/ou expressões faciais envolventes, para entender as intenções dos adultos enquanto usam sinais e símbolos diferentes. Leekam, Soloman e Teoh levantaram a hipótese de que as crianças prestariam mais atenção a uma tarefa se o adulto tivesse uma expressão facial envolvente. Eles testaram sua hipótese em crianças de 2 e 3 anos usando três sinais: um dedo indicador, uma réplica e uma flecha. Após o primeiro experimento, suas hipóteses foram confirmadas. Eles descobriram que as crianças entendiam as razões por trás do símbolo ou sinal com a presença de um rosto atraente. No entanto, quando nenhum rosto estava visível, o desempenho diminuiu significativamente. Leekam, Soloman e Teoh afirmam que é compreensível que as crianças tenham entendido o significado do sinal apontador devido à sua familiaridade com ele; as crianças podem compreender a referência de apontar aos 12 meses. Os pesquisadores chegaram à conclusão de que é mais fácil para as crianças identificar uma ação realizada por mão nua, já em sete meses, em vez de entender a intenção por trás de uma ação de mão enluvada. Uma sugestão social importante que ajuda as crianças quando se trata da função de um sinal ou símbolo é a de um rosto atraente. Durante as tarefas difíceis e desconhecidas do estudo, as crianças procuraram mais pistas sociais.
De acordo com estudos sobre referenciamento social, os bebês usam os sinais emocionais de outras pessoas para orientar seu comportamento. Os sinais vocais são vistos como mais eficazes porque os bebês são usados para sinais apenas vocais dos pais. Isso foi mostrado em um estudo visual do penhasco realizado por Vaish e Striano, onde os bebês foram deixados na extremidade rasa de um penhasco de vidro acrílico e as mães estavam do outro lado. As mães usavam sinais faciais e vocais, apenas sinais faciais ou apenas sinais vocais para acenar para a frente do filho. O estudo mostrou que os bebês atravessaram mais rapidamente em resposta a sinais apenas vocais do que sinais apenas faciais. Acredita-se que a razão pela qual os bebês façam isso é que eles estão acostumados a receber apenas sinais vocais dos pais.
Em estudos anteriores, verificou-se que os bebês usam sugestões sociais para ajudá-los a aprender novas palavras, especialmente quando há vários objetos presentes. A maioria dos estudos utilizou dois ou mais objetos, simultaneamente, para verificar se os bebês poderiam aprender se prestavam atenção às dicas apresentadas. Aos 14 meses, os bebês seguiram o olhar de um adulto até um objeto, indicando que eles acreditam que os olhos são importantes para o olhar. Virar a cabeça e olhar são outros olhares que os bebês veem como pistas de referência. Por volta de 18 meses, as dicas sociais se tornam benéficas para os bebês, embora nem sempre sejam úteis. Os bebês jovens dependem de sugestões de atenção, enquanto os mais velhos dependem mais de sugestões sociais para ajudá-los a aprender as coisas. No entanto, verificou-se que bebês de 12 meses de idade não podiam usar pistas como olhar nos olhos, tocar e manusear para aprender rótulos. Pesquisas mostram que bebês de 15 meses de idade são sensíveis à direção do olhar direcionada por adultos e são capazes de usar corretamente essas dicas para ajudar com as novas palavras referentes.
Mesmo quando crianças, obtemos sugestões sociais de outras pessoas e determinamos como devemos nos comportar com base nessas sugestões que recebemos dos adultos. Smith e LaFreniere mencionam o RAI (consciência recursiva da intencionalidade), que é o entendimento de como as dicas fornecidas fornecem influenciarão as crenças e ações daqueles que as recebem. O RAI está ausente em crianças menores de 5 anos, mas se desenvolve durante a meia-idade. Eles testaram para ver se crianças de 4, 6 e 8 eram capazes de ler as intenções do parceiro em um jogo por meio de dicas não verbais e expressões faciais. Eles descobriram que crianças de 8 anos eram mais capazes de ler as dicas de seus parceiros e basearam suas decisões nessas dicas.

### Na escola
Na sala de aula, há um desenvolvimento de pistas entre o professor e o aluno. Parece que as salas de aula desenvolvem sua própria maneira de falar e comunicar informações. Uma vez que um conjunto de comportamentos verbais e não verbais ocorre em uma sala de aula de maneira consistente, ele se torna uma norma / conjunto de regras dentro da sala de aula. As seguintes dicas são indicações não verbais que dão lugar a certas normas na sala de aula:
- arremesso
- estresse
- inflexão

Professores e alunos desenvolvem uma maneira de entender a maneira como os outros pensam, acreditam, agem e percebem as coisas. Um professor pode usar o olhar dos olhos e a posição do corpo para indicar onde a atenção do aluno deve ser mantida. Às vezes, se os alunos estão presos em uma discussão anterior ou não conseguem determinar uma resposta apropriada ao tópico atual, isso pode significar que eles não perceberam as dicas que o professor estava exibindo corretamente. Tanto os alunos quanto os professores devem ler as dicas para reunir o que está acontecendo no momento, como eles devem estar fazendo algo e a razão por trás do que estavam fazendo.

## Regiões do cérebro envolvidas no processamento
Benjamin Straube, Antonia Green, Andreas Jansen, Anjan Chatterjee e Tilo Kircher descobriram que as pistas sociais influenciam o processamento neural das expressões dos gestos de fala. Estudos anteriores se concentraram em mentalizar como parte da percepção de pistas sociais e acredita-se que esse processo se apoie no sistema neural, que consiste em:
- córtex paracelular
- pólos temporais
- sulco temporal superior

Quando as pessoas se concentram nas coisas em um contexto social, as áreas do córtex pré-frontal medial e do precuneus, do cérebro, são ativados; no entanto, quando as pessoas se concentram em um contexto não social, não há ativação dessas áreas. Straube et al. A hipótese de que as áreas do cérebro envolvidas nos processos mentais eram as principais responsáveis pelo processamento da sugestão social. Acredita-se que, quando gestos icônicos estejam envolvidos, as regiões temporal e occipital esquerda seriam ativadas e quando gestos emblemáticos estivessem envolvidos, os pólos temporais seriam ativados. Quando se tratava de fala e gestos abstratos, o giro frontal esquerdo seria ativado de acordo com Straube et al. Após realizar um experimento sobre como a posição do corpo, a fala e os gestos afetaram a ativação em diferentes áreas do cérebro Straube et al. chegou às seguintes conclusões:
1. quando uma pessoa está de frente para alguém, no córtex parietal occipital, frontal inferior, frontal medial, temporal anterior direito e hemisférico esquerdo foram ativados
2. quando os participantes assistiram a um ator que falava sobre outra pessoa, uma rede estendida de regiões frontais e temporais foi ativada
3. quando os participantes observavam um ator que falava sobre objetos e fazia gestos icônicos, as áreas do cérebro occipito-temporal e parietal eram ativadas. A conclusão de que Straube et al. Foi alcançado que a informação do gesto de fala é efetuada por pistas sociais dependentes do contexto.[25]

A amígdala, o giro fusiforme, a ínsula e as regiões temporal superior e média foram identificadas como áreas no cérebro que desempenham um papel nas pistas emocionais visuais. Verificou-se que houve maior ativação no giro temporal anterior superior bilateral e no giro fusiforme bilateral quando se tratava de estímulos emocionais. A amígdala foi conectada à avaliação automática de ameaças, informações sobre valência facial e confiabilidade dos rostos.
Quando se trata de pistas visuais, os indivíduos seguem o olhar dos outros para descobrir o que estão olhando. Verificou-se que essa resposta é evolutivamente adaptativa devido ao fato de poder alertar outras pessoas para os acontecimentos no ambiente. Quase 50% das vezes, as sugestões periféricas têm dificuldade em encontrar a localização de um alvo. Estudos mostraram que o olhar direcionado afeta a orientação atencional de uma maneira aparentemente automática. Parte do cérebro envolvida quando outra pessoa desvia o olhar também faz parte da orientação atencional. Pesquisadores anteriores descobriram que as setas estão ligadas às áreas fronto-parietais, enquanto as setas e o olhar estão ligadas às áreas occipito-temporais. Portanto, as pistas de observação podem realmente depender de processos automáticos mais do que as setas. A importância do olhar nos olhos aumentou em importância ao longo do período evolutivo.
Regiões visuais de nível superior, como o giro fusiforme, o córtex extrastrado e o sulco temporal superior (STS) são as áreas do cérebro que os estudos descobriram que estão ligadas ao processamento perceptivo de estímulos sociais/biológicos. Dados coletados de estudos comportamentais descobriram que o hemisfério direito está altamente conectado ao processamento da vantagem do campo visual esquerdo para estímulos de face e olhar. pesquisadores acreditam que o STS certo também está envolvido no uso do olhar para entender as intenções dos outros. Ao olhar para pistas sociais e não sociais, verificou-se que um alto nível de atividade foi encontrado nos córtices extrastrados bilaterais em relação às pistas de olhar versus pistas periféricas. Foi realizado um estudo com duas pessoas com cérebro dividido, a fim de estudar cada hemisfério para ver qual é o envolvimento deles no olhar. Os resultados sugerem que as pistas do olhar mostram um forte efeito no hemisfério de reconhecimento facial do cérebro, em comparação com as pistas não sociais. Os resultados do estudo de Greene e Zaidel sugerem que, em relação aos campos visuais, as informações são processadas independentemente e que o hemisfério direito mostra maior orientação.
Em relação à expressão emocional, o córtex temporal superior demonstrou ser ativo durante estudos com foco na percepção facial. No entanto, quando se trata de enfrentar a identidade, o córtex temporal e fusiforme inferior é ativo. Durante o processamento facial, a amígdala e o giro fusiforme mostram uma forte conexão funcional. A identificação da face pode ser prejudicada se houver danos no córtex orbitofrontal (OFC). A amígdala é ativa durante as expressões faciais e melhora a memória de longo prazo para estímulos emocionais de longo prazo. Também foi descoberto que existem neurônios de resposta facial na amígdala. A conexão entre a amígdala, a OFC e outras estruturas do lobo temporal medial sugere que elas desempenham um papel importante na memória de trabalho para pistas sociais. Os sistemas críticos para identificar e processar perceptivamente a emoção e a identidade precisam cooperar para manter a manutenção das pistas sociais.
Para monitorar mudanças nas expressões faciais dos indivíduos, o hipocampo e o córtex orbitofrontal podem ser uma parte crucial na orientação do comportamento social crítico do mundo real em reuniões sociais. O hipocampo pode muito bem fazer parte do uso de sinais sociais para entender inúmeras aparências da mesma pessoa em curtos períodos de atraso. O córtex orbitofrontal sendo importante no processamento de pistas sociais leva os pesquisadores a acreditar que ele trabalha com o hipocampo para criar, manter e recuperar representações correspondentes do mesmo indivíduo visto com múltiplas expressões faciais na memória de trabalho. Depois de encontrar a mesma pessoa várias vezes com diferentes sinais sociais, o córtex orbitofrontal lateral direito e o hipocampo são mais empregados e exibem uma conexão funcional mais forte ao desambiguar cada encontro com esse indivíduo. Durante uma ressonância magnética, o córtex orbitofrontal lateral, hipocampo e giro fusiforme bilateralmente mostraram ativação após reencontrar a mesma pessoa e ter visto duas pistas sociais diferentes. Isso sugere que essas duas áreas do cérebro ajudam a recuperar informações corretas sobre o último encontro de uma pessoa com ela. A capacidade de separar os diferentes encontros com pessoas diferentes vistas com diferentes sinais sociais leva os pesquisadores a acreditar que isso permite interações sociais adequadas. Ross, LoPresti e Schon afirmam que o córtex orbitofrontal e o hipocampo fazem parte da memória de trabalho e da memória de longo prazo, o que permite flexibilidade na codificação de representações separadas de um indivíduo nos diferentes contextos sociais em que os encontramos.
A ocitocina foi denominada "o hormônio social". Pesquisas feitas em ratos fornecem fortes evidências de que o contato social aumenta os níveis de ocitocina no cérebro, que então prepara o terreno para os laços sociais. Nos últimos anos, verificou-se que a inalação de ocitocina pela passagem nasal aumenta a confiança em relação a estranhos e aumenta a capacidade de uma pessoa de perceber sinais sociais. ativação da amígdala induzida pela face foi aumentada pela ocitocina em mulheres. Houve descobertas de que a ocitocina aumenta a ocorrência de desvios de atenção para a região ocular de um rosto que sugere que altera a disponibilidade do cérebro para estímulos socialmente significativos. O neurônio dopamina da área tegmentar ventral codifica a importância de estímulos sociais e não sociais. Bartz e seus colegas descobriram que os efeitos da ocitocina dependem da pessoa, o que significa que todo indivíduo será afetado de maneira diferente, especialmente aqueles que têm problemas em situações sociais. Pesquisas feitas por Groppe e colegas apóiam que a saliência motivacional das pistas sociais é aumentada pela ocitocina. Verificou-se que a ocitocina aumenta as pistas socialmente relevantes.

## Comprometimentos em distúrbios psicológicos
A interpretação precisa de pistas sociais é uma parte vital da função social normal. No entanto, indivíduos com certos distúrbios psicológicos, incluindo esquizofrenia, autismo, transtorno de ansiedade social e TDAH, tendem a sofrer dificuldades na interpretação e no uso dessas dicas.

### Esquizofrenia
De acordo com o Manual Diagnóstico e Estatístico de Transtornos Mentais (DSM), a esquizofrenia é um distúrbio psicológico, que deve incluir dois dos cinco sintomas listados abaixo:
1. delírios
2. alucinações
3. discurso desorganizado
4. comportamento grosseiramente desorganizado ou catatônico
5. sintomas negativos: achatamento afetivo, alogia ou avolição[51]

Os esquizofrênicos acham difícil entender as dicas sociais. Mais especificamente, as pessoas com esquizofrenia apresentam déficits no reconhecimento facial emocional, conhecimento social, empatia e sinais não verbais e processamento emocional. A maioria desses aspectos faz parte de uma categoria chamada cognição social. No entanto, a maioria das tarefas relacionadas à cognição social envolve processamento emocional, empatia e conhecimento de normas sociais. Ao lidar com o reconhecimento de expressões faciais, pesquisas recentes descobriram que pessoas com esse distúrbio são incapazes de reconhecer expressões faciais que exibem emoções negativas, incluindo medo, tristeza, raiva e nojo. Como resultado, as pessoas esquizofrênicas têm problemas para compreender situações que envolvem diferentes tipos de empatia, especialmente situações que exigem empatia pela dor.
Além disso, a pesquisa descobriu que aqueles com esquizofrenia são mais propensos a produzir falsos positivos adicionais quando aspectos da tarefa são mais abstratos. Um falso positivo é quando um participante acredita erroneamente que observou uma sugestão social específica na vinheta mostrada a ele. Portanto, a sugestão social que eles acreditam ter visto acontecer no vídeo era inexistente. Para verificar se alguém é capaz de identificar corretamente os dois tipos de pistas, os pesquisadores usam o Social Cue Recognition Test, também conhecido como SCRT. Quando a tarefa é definida como muito abstrata, isso significa que ela contém pistas abstratas, que podem ser inferidas a partir de um ambiente social. Isso consistiria em ações e situações que contêm; afetam, objetivos e regras. Assim, as pessoas com esquizofrenia têm dificuldade em inferir sobre situações e contextos sociais que lidam com aspectos abstratos. Por outro lado, as pessoas esquizofrênicas são melhores na identificação de características que usam pistas concretas, que podem ser observadas diretamente. A razão para isso é porque pistas concretas são mais aparentes, enquanto pistas abstratas são mais ambíguas.

### Autismo
Indivíduos com autismo têm dificuldade para ler as dicas sociais corretamente. A leitura incorreta de sinais sociais pode levar uma pessoa a agir, que pode resultar em interações negativas e desaprovação social. Portanto, acredita-se que pistas sociais sejam um aspecto importante de inclusão e conforto em ambientes pessoais, interpessoais e sociais.
O DSM afirma que o autismo é um distúrbio psicológico que apresenta vários sintomas que se enquadram em três categorias sintomáticas separadas.
1. Prejuízo nas interações sociais, tais como:
  - comprometimento de comportamentos não-verbais usados em interações sociais normais: olhar nos olhos, expressões faciais, postura e gestos
  - falha em estabelecer relacionamentos adequados
  - falta de compartilhar interesse, prazer e / ou realizações com outras pessoas.
  - falta de reciprocidade emocional e social
2. Prejuízos na comunicação de uma das seguintes maneiras:
  - atraso ou falta de desenvolvimento da linguagem falada
  - comprometimento da capacidade de iniciar e manter uma conversa (refere-se apenas àqueles que são suficientes na fala)
  - linguagem que é estereotipada e repetitiva
  - falta de brincadeira de faz de conta diversa e espontânea (fingir) ou brincadeira imitativa apropriada para a idade e o nível de desenvolvimento
3. Modelos repetidos e estereotipados restritos de comportamento, interesses e atividades em pelo menos um dos seguintes:
  - fixação com um ou mais modelos de interesse estereotipados e restritos, atípicos em foco ou intensidade
  - devoção evidentemente inflexível a rotinas ou rituais particulares e não funcionais
  - maneirismos motores estereotipados e contínuos (por exemplo, torção das mãos ou dedos ou movimentos do corpo inteiro)
  - fixação constante com partes de objetos[51]

As principais deficiências da sugestão social daqueles no espectro autístico incluem; interpretar expressões faciais, entender a linguagem corporal e ser capaz de decifrar a direção do olhar. Todas essas três dicas são classificadas na categoria de comunicação não-verbal. No entanto, pesquisas anteriores descobriram que crianças autistas e adultos autistas não têm dificuldade em identificar os movimentos corporais humanos e/ou a linguagem corporal usada nas atividades diárias e/ou normais. O aspecto com que as pessoas autistas têm problemas é mais a capacidade necessária para descrever verbalmente as emoções que estão relacionadas a esses tipos de movimentos corporais.
As crianças que não são autistas aprendem a relacionar os movimentos corporais que vêem com as emoções e os estados mentais de outras pessoas quando têm interações face a face com outras crianças. Ter interações face a face com outras pessoas ajuda as crianças a aumentar o conhecimento sobre o que esses movimentos corporais representam. Depois de ver essas representações sendo usadas várias vezes, as crianças são capazes de fazer inferências sobre as representações e as pessoas que as fazem. Isso significa que as crianças poderão fazer uma suposição sobre uma pessoa com a qual interagirão no futuro, pois já entenderão o que os movimentos corporais e/ou a linguagem corporal representam.

### Ansiedade social
O transtorno de ansiedade social, também conhecido como fobia social, é um distúrbio que o DSM identifica como alguém que experimenta algumas das seguintes situações:
- medo persistente de uma ou mais situações sociais ou de desempenho, nas quais a pessoa com medo é exposta a pessoas desconhecidas
- constantemente teme que ele ou ela seja humilhado, envergonhado e/ou criticado por pessoas desconhecidas
- quando exposta à situação temida, a pessoa exibe ansiedade que pode assumir a forma de um ataque de pânico; em crianças, isso pode ser um grito ou uma birra
- evita a situação temida a todo custo
- evitar a situação temida causa angústia, causando uma interferência significativa na rotina, nos relacionamentos e no funcionamento normal das pessoas na escola ou no trabalho[51]

Pessoas com Transtorno de Ansiedade Social são consideradas muito preocupadas com a desaprovação e aprovação de outras pessoas ao seu redor. Devido a essa obsessão com o que os outros pensam deles, as pessoas com esse distúrbio tendem a interagir com poucas ou nenhuma pessoa. Como resultado, eles não recebem uma quantidade adequada de interação social, o que contribui para o déficit na interpretação de emoções e expressões faciais. Mais especificamente, as pessoas com transtorno de ansiedade social tendem a ter um viés negativo em relação às expressões faciais e emoções, o que as leva a interpretar pistas que são normais e ou felizes como negativas. Pesquisas anteriores descobriram que, como as pessoas com esse distúrbio tendem a ter um viés negativo em relação às pistas sociais, elas levam mais tempo para processar e compreender as pistas sociais que representam a felicidade.

### TDAH
TDAH significa transtorno de déficit de atenção/hiperatividade, que é um distúrbio psicológico mais comum em crianças e adultos que também apresentam dificuldades de aprendizagem.
No DSM, o TDAH é classificado em duas categorias de sintomas, Desatenção e Hiperatividade/Impulsividade.
No grupo Desatenção, a criança deve exibir seis ou mais dos seguintes sintomas por pelo menos seis meses:
- regularmente falha em prestar muita atenção aos detalhes e/ou comete erros descuidados na escola, no trabalho ou em outras atividades
- muitas vezes tem dificuldade em manter a atenção na maioria das atividades, incluindo atividades lúdicas
- freqüentemente parece não escutar quando se fala diretamente com ele
- repetidamente não segue as instruções e falha em concluir os trabalhos escolares, tarefas ou tarefas no trabalho
- freqüentemente tem problemas para organizar atividades e outras tarefas
- evita regularmente, não gosta e ou não está disposto a participar de tarefas que exigem uma quantidade sustentada de esforço mental, como tarefas de casa
- perde repetidamente coisas necessárias para atividades como trabalhos de casa, lápis e livros
- geralmente é facilmente distraído por estímulos[51]

Na categoria Hiperatividade/Impulsividade, a criança deve exibir mais uma vez seis ou mais dos seguintes sintomas por pelo menos seis meses:
- mexe repetidamente com as mãos ou pés ou não pode ficar parado em seu assento
- geralmente sai da sala de aula ou de outras atividades nas quais ele ou ela deve permanecer sentado
- freqüentemente corre ou sobe em situações inadequadas
- muitas vezes fala excessivamente
- repetidamente solta as respostas antes que a pergunta ou as instruções sejam dadas
- tem problemas para esperar sua vez, muito impaciente
- interrompe ou interfere repetidamente nas conversas ou atividades de outras pessoas[51]

O DSM também afirma que esses sintomas devem interferir ou causar prejuízos na escola, em casa ou no ambiente de trabalho do paciente.
Verificou-se que crianças com TDAH e com dificuldades de aprendizagem também têm problemas para compreender pistas sociais, têm habilidades sociais fracas, têm dificuldade para criar e/ou manter amizades e têm dificuldade para reagir aos pensamentos e sentimentos de outras pessoas. No entanto, parte do motivo pelo qual as crianças com TDAH apresentam déficits no campo social é a falta de foco e autocontrole, o que dificulta a capacidade de interpretar adequadamente os sinais sociais.
Mais especificamente, as pessoas com TDAH tendem a se concentrar em muitas pistas, o que as impede de interpretar quais pistas são mais importantes. Por esse motivo, certas situações sociais são especialmente difíceis para as pessoas com TDAH interpretarem. Uma situação que atenderia a esse critério seria quando alguém estivesse sendo enganoso em relação a eles. A razão pela qual uma situação enganosa seria mais difícil para alguns com esse distúrbio é porque os sinais sociais que se emitem quando são enganosos são muito sutis. Portanto, como as pessoas com TDAH já têm problemas para interpretar sinais sociais, sinais sociais sutis seriam ainda mais difíceis para alguém com esse distúrbio compreender e/ou interpretar.
No entanto, muitos estudos descobriram que pessoas com TDAH que tomam estimulantes e/ou medicamentos prescritos para TDAH são mais capazes de interpretar quais sinais sociais são de maior importância. Como resultado, eles são melhores em interagir e se comunicar com os outros, o que lhes permite fazer e manter melhores amizades ou relacionamentos.

## Na comunicação na Internet
A comunicação na Internet é muito diferente da comunicação com outras pessoas pessoalmente. McKenna e Bargh identificaram quatro principais diferenças entre a comunicação cara a cara e a comunicação que ocorre na internet.
Essas quatro diferenças incluem:
1. anonimato
2. distância física
3. aparência física
4. tempo

O anonimato é uma das principais características que a comunicação na Internet pode oferecer. Você não apenas não consegue ver o rosto da pessoa com quem está enviando e-mail e/ou se comunica, mas também não consegue ver o seu rosto. Essa pode ser uma característica muito positiva para aqueles socialmente ansiosos e/ou com transtorno de ansiedade social, porque elimina a ideia de ser humilhada publicamente e/ou envergonhada, algo que preocupa a maioria das pessoas socialmente ansiosas. Como resultado, as pessoas com ansiedade social estão mais inclinadas a se abrir, o que lhes permite se aproximar e formar mais relacionamentos com os outros.
Por outro lado, ser anônimo pode causar desindividuação, ou seja, quando alguém não é mais um indivíduo, mas apenas visto como parte de um grupo. Em outras palavras, pode-se sentir que eles são apenas uma pessoa entre mil outras e, por isso, não são tão perceptíveis. Verificou-se que algumas pessoas se comportam de maneira mais impulsiva e têm menos auto-monitoramento. Esse tipo de comportamento e pensamento pode levar a pessoa a ser mais direta e agressiva com as pessoas com as quais está se comunicando. No entanto, as respostas bruscas e agressivas também podem ser devidas ao fato de a pessoa não estar se comunicando com a outra pessoa pessoalmente. No entanto, outros sugeriram que a redução da disponibilidade de pistas sociais resulte em comportamento negativo, dependendo da situação e dos objetivos dos indivíduos.
Diferentemente da comunicação face a face, a distância física e/ou a proximidade não são barreiras à comunicação na Internet. A Internet permite que pessoas de todo o mundo se reúnam e interajam. Independentemente da cidade ou país em que vive, eles são capazes de se comunicar e/ou interagir com qualquer pessoa do mundo que esteja na Internet. Como resultado, as pessoas são capazes de fazer amigos e se comunicar com outras pessoas com as quais normalmente não seriam capazes de interagir devido à distância física. Além disso, as pessoas são capazes de se comunicar e manter contato com sua família e amigos que podem morar longe demais para visitar regularmente.
Semelhante à Distância física, o tempo é um recurso que não importa quando se está se comunicando na Internet. Por exemplo, as pessoas são capazes de se comunicar com outras pessoas se a pessoa com quem estão se comunicando não estiver online naquele momento. Uma maneira de fazer isso é através do processo de e-mail. Ao se comunicar por e-mail, é possível enviar uma mensagem a outra pessoa a qualquer momento. Isso também permite pensar no que eles gostariam de dizer e editar sua resposta antes de enviá-la. Além disso, quando alguém recebe o referido e-mail, ele não precisa responder imediatamente. Isso significa que também não há restrição de tempo em quando alguém deve responder.
Juntamente com a proximidade e o tempo, a aparência física é outro fator da Internet que não tem importância. Como mencionado anteriormente no parágrafo do anonimato, as pessoas não conseguem ver as características físicas da pessoa ou pessoas com quem estão interagindo na Internet. Isso permite que as pessoas conversem com outras pessoas com as quais normalmente não conversariam se realmente tivessem visto a pessoa cara a cara. Como resultado, as pessoas são capazes de se conectar em um nível mais significativo e são capazes de criar relacionamentos mais próximos, que não são apenas sobre atração física. Este também é considerado um aspecto muito positivo sobre a internet.
Uma característica positiva da internet é que ela possui milhões de salas de bate-papo e blogs diferentes que permitem que as pessoas se comuniquem com outras pessoas que compartilham seus mesmos interesses e valores. Isso não apenas permite que as pessoas encontrem outras pessoas semelhantes a elas, mas também permite que elas encontrem apoio emocional. No entanto, também existem algumas consequências negativas da capacidade de se conectar com outras pessoas que pensam da mesma maneira online. Uma característica negativa é que ela permite que as pessoas se reúnam e conversem sobre assuntos como assassinato e grupos de ódio.

A ausência de certas pistas sociais online pode levar a mais mal-entendidos do que se alguém estivesse se comunicando pessoalmente. A razão pela qual isso pode acontecer mais facilmente é porque, ao ler um e-mail, as pessoas não conseguem ouvir a voz da outra pessoa ou ver a expressão facial da pessoa. Tanto a voz quanto as expressões faciais são pistas sociais muito importantes que permitem que outras pessoas entendam como alguém está se sentindo e sem elas, pode-se interpretar mal o que alguém está dizendo e/ou escreveu em um e-mail. 